# Тенет, Джордж
Джо́рдж Джон Те́нет (англ. George John Tenet, род. 5 января 1953) — Директор Центральной разведки и глава ЦРУ США с 1997 по 2004 год.
Тенет занимал пост директора ЦРУ с июля 1997 по июль 2004 года, что сделало его вторым по продолжительности директором в истории агентства после Аллена Даллеса, а также одним из немногих сотрудников ЦРУ, работавших под руководством двух президентов США от оппозиционных политических партий. Он играл ключевую роль в надзоре за разведывательной деятельностью в отношении оружия массового уничтожения в преддверии войны в Ираке. В докладе генерального инспектора 2005 года было установлено, что Тенет несёт «главную ответственность» за неспособность разведывательного сообщества Соединенных Штатов разработать план борьбы с Аль-Каидой в преддверии терактов 11 сентября. Тенета критиковали за то, что он лично санкционировал использование ЦРУ жестоких и неэффективных методов пыток во время его пребывания на этом посту в нарушение международного права.

## Биография
Джордж Тенет родился в районе Флашинг Куинса (Куинс — один из пяти районов Нью-Йорка), в семье греческих эмигрантов Эвангелии и Джона Тенет. Отец Джон родился в современном Северном Эпире (Южная Албания), до переезда в США работал на угольной шахте во Франции. Мать — гречанка из Эпира.
Джордж Тенет вырос в Литл-Неке, где он и его брат работали разносчиками в своем семейном кафе. Тенет учился в разное время в средней школе 94, в средней школе Пастора Льюиса 67 и средней школе им. Бенджамина Кардозо.
Тенет получил степень бакалавра в 1976 году в Джорджтаунском университете (школа внешнеполитической службы) и степень магистра в Колумбийском университете (школа международных исследований) в 1978 году.
Член Ордена святого апостола Андрея, носит оффикий (титул) архонта Вселенского патриархата Константинополя.
Женат на Стефани Глакас — Тенет, есть сын Джон Майкл.

## Карьера
Работал советником сенатора по вопросам государственной безопасности и энергетики Джона Хайнца, затем помощником одного из сенаторов из комитета по разведке.
С 1988 — глава аппарата комитета по разведке.
1993 — старший директор по разведывательным программам Совета национальной безопасности США.
В 1995 стал заместителем директора ЦРУ, через два года, в 11 июля 1997 сменил Джона Дейча на посту директора Центральной разведки и главы Центрального разведывательного управления (ЦРУ).
18 августа 2000 года совершил плановый официальный визит в Москву. По сообщению агентства Associated Press со ссылкой на «Известия», целью визита стало обсуждение способов противостояния международному терроризму.

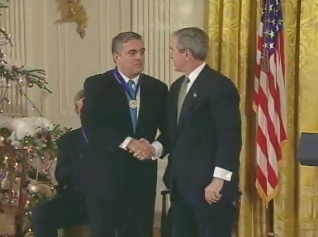
Президент Джордж Буш награждает Тенета Президентской медалью Свободы 14 декабря 2004 года.

В 2001 году совместно с Уильямом Бёрнсом добился кратковременного перемирия в палестино-израильском конфликте.
11 июля 2004 году ушёл в отставку. По словам Джорджа Буша, отставка Тенета вызвана «причинами личного характера». Других подробностей этого шага глава американской администрации не назвал.
Уходящего руководителя ведомства в Лэнгли хозяин Белого дома охарактеризовал как «сильного лидера в войне с терроризмом». «Я сказал ему, что сожалею о его уходе. Он великолепно выполнял свою работу на благо американского народа», — подчеркнул Буш.
14 декабря 2004 года президент Джордж Буш вручил Тенету высшую гражданскую награду США — Президентскую медаль Свободы.
В 2007 году вместе с Биллом Харлоу (Bill Harlow, CIA Director of Public Affair) написал мемуары «В центре бури. Мои годы в ЦРУ».
В 2009 году книга в переводе на русский язык с предисловием Фёдора Лукьянова издана в Москве под названием «В центре шторма. Откровения экс-главы ЦРУ».